# Nati nel 1942/Febbraio
| Questa pagina contiene informazioni ricavate automaticamente dalle voci biografiche con l'ausilio del template Bio e di un bot. L'aggiornamento è periodico e automatico e ricostruisce completamente la pagina. Se manca una persona in questa lista, sei pregato di non aggiungerla, ma accertati piuttosto che la sua voce biografica contenga il template Bio e che i dati anagrafici siano correttamente compilati. Se il template Bio manca, inseriscilo tu stesso o, in alternativa, metti l'avviso {{tmp\|Bio}} che ne segnala la mancanza. Se i dati riportati sono sbagliati, correggi direttamente la voce biografica; le modifiche saranno visibili in questa lista entro pochi giorni. Per chiarimenti vedi il progetto biografie. La lista contiene solo le 195 persone che sono citate nell'enciclopedia e per le quali è stato implementato correttamente il template Bio. Pagina aggiornata al 18 lug 2025. |

- 1º febbraio - Bibi Besch, attrice austriaca († 1996)
- 1º febbraio - Nicola Carraro, produttore cinematografico e editore italiano
- 1º febbraio - Terry Jones, attore, regista e sceneggiatore britannico († 2020)
- 1º febbraio - Giovanni Marini, anarchico e poeta italiano († 2001)
- 1º febbraio - Claudio Olinto de Carvalho, calciatore e allenatore di calcio brasiliano († 2016)
- 1º febbraio - Wayne Rivers, ex hockeista su ghiaccio canadese
- 1º febbraio - Volker Roth, arbitro di calcio tedesco († 2025)
- 2 febbraio - Ed Bogas, musicista statunitense
- 2 febbraio - Trygve Bornø, calciatore e dirigente sportivo norvegese († 2024)
- 2 febbraio - Barry Diller, imprenditore e produttore cinematografico statunitense
- 2 febbraio - Roger Hynd, allenatore di calcio e calciatore scozzese († 2017)
- 2 febbraio - Graham Nash, cantautore, compositore e fotografo britannico
- 2 febbraio - Sharada del Nepal, principessa nepalese († 2001)
- 2 febbraio - Fabrizio Soccorsi, medico italiano († 2021)
- 2 febbraio - Giuliano Zoso, politico italiano
- 3 febbraio - Leoluca Bagarella, mafioso italiano
- 3 febbraio - Enrico Baleri, imprenditore, designer e progettista italiano († 2025)
- 3 febbraio - Otto Fräßdorf, ex calciatore tedesco orientale
- 3 febbraio - Nancy Holland, ex sciatrice alpina canadese
- 3 febbraio - Satoko Tanaka, ex nuotatrice giapponese
- 3 febbraio - Takeji Tomita, artista marziale giapponese
- 3 febbraio - Evgenij Ivanovič Šapošnikov, generale e politico russo († 2020)
- 4 febbraio - José Cid, cantante portoghese
- 4 febbraio - James Edward Goettsche, organista statunitense († 2023)
- 4 febbraio - Gian Maria Gros-Pietro, dirigente d'azienda e economista italiano
- 4 febbraio - Franco Iacono, politico italiano
- 4 febbraio - François Jauffret, ex tennista francese
- 4 febbraio - Dragomir Milošević, generale e criminale di guerra serbo
- 4 febbraio - Ovidi Montllor, attore e cantautore spagnolo († 1995)
- 4 febbraio - Joaquim Rifé, allenatore di calcio e ex calciatore spagnolo
- 4 febbraio - Frank Zander, cantante, showman e attore tedesco
- 5 febbraio - Graziano Ciocia, politico italiano
- 5 febbraio - Gaetano Cortese, diplomatico e ambasciatore italiano
- 5 febbraio - Susan Hill, scrittrice, drammaturga e editrice britannica
- 5 febbraio - Andrej Klinar, sciatore alpino sloveno († 2011)
- 5 febbraio - Giovanni Innocenzo Martinelli, vescovo cattolico italiano († 2019)
- 5 febbraio - Emilio Mazzoli, gallerista e editore italiano
- 5 febbraio - Roger Staubach, ex giocatore di football americano statunitense
- 6 febbraio - Jacques Basler, scultore svizzero
- 6 febbraio - Will Danin, attore tedesco († 2025)
- 6 febbraio - Fortunato Frezza, cardinale e arcivescovo cattolico italiano
- 6 febbraio - Gabriel Núñez, calciatore messicano († 2021)
- 6 febbraio - Jerry Schilling, produttore cinematografico statunitense
- 6 febbraio - Valentina Antipovna Titova, attrice sovietica
- 7 febbraio - Eugène Cremmer, fisico francese († 2019)
- 7 febbraio - Alain Dhénaut, produttore televisivo francese († 2010)
- 7 febbraio - Karl Galinsky, latinista e filologo classico francese († 2024)
- 7 febbraio - Bernard Lietaer, economista belga († 2019)
- 7 febbraio - Leksa Manuś, poeta e linguista lettone († 1997)
- 7 febbraio - Ivan Mládek, cantautore e comico cecoslovacco
- 7 febbraio - Bujar Shehu, ex cestista e allenatore di pallacanestro albanese
- 7 febbraio - Paolo Tigli, politico italiano
- 7 febbraio - Allan Wagner, diplomatico e politico peruviano
- 8 febbraio - Diletta D'Andrea, attrice italiana († 2024)
- 8 febbraio - Jean Gol, politico belga († 1995)
- 8 febbraio - Helena Humann, attrice statunitense († 1994)
- 8 febbraio - Robert Klein, comico, attore e cantante statunitense
- 8 febbraio - Pietro Marchesani, traduttore italiano († 2011)
- 8 febbraio - Terry Melcher, musicista e produttore discografico statunitense († 2004)
- 8 febbraio - Domenico Angelo Scotti, vescovo cattolico italiano
- 9 febbraio - Manuel Castells, sociologo e politico spagnolo
- 9 febbraio - Anna Elisa De Gregorio, poetessa e saggista italiana († 2020)
- 9 febbraio - Marianna Hill, attrice statunitense
- 9 febbraio - Carole King, cantautrice e compositrice statunitense
- 9 febbraio - Peder Lunde Jr., ex velista norvegese
- 9 febbraio - Paolo Mannucci, ex ciclista su strada italiano
- 9 febbraio - Fausto Merchiori, politico italiano
- 9 febbraio - Luigi Nicolais, ingegnere chimico e politico italiano
- 9 febbraio - Custódio Pinto, calciatore portoghese († 2004)
- 9 febbraio - Vanni Rodeghiero, giavellottista italiano
- 10 febbraio - Roberto Aguirre, ex calciatore argentino
- 10 febbraio - Yoshiharu Fukuhara, sciatore alpino giapponese († 1975)
- 10 febbraio - Howard Mudd, giocatore di football americano e allenatore di football americano statunitense († 2020)
- 10 febbraio - Gennaro Olivieri, calciatore e allenatore di calcio italiano († 2020)
- 10 febbraio - Lawrence Weiner, artista statunitense († 2021)
- 10 febbraio - Vito Zincani, magistrato italiano
- 11 febbraio - Gian Corrado Gross, nuotatore e dirigente sportivo italiano († 2016)
- 11 febbraio - Arild Holm, sciatore alpino, allenatore di sci alpino e dirigente sportivo norvegese († 2024)
- 11 febbraio - Mike Markkula, informatico e imprenditore statunitense
- 11 febbraio - Patrick Percival Power, vescovo cattolico australiano
- 11 febbraio - Horacio Verbitsky, giornalista, scrittore e attivista argentino
- 12 febbraio - Ehud Barak, politico e generale israeliano
- 12 febbraio - Terry Bisson, scrittore e curatore editoriale statunitense († 2024)
- 12 febbraio - Ennio Candotti, fisico italiano († 2023)
- 12 febbraio - Salvatore Crocetta, ex politico italiano
- 12 febbraio - Norma Major, filantropa britannica
- 12 febbraio - Giuseppe Morosi, ex calciatore italiano
- 12 febbraio - Jann Parry, critica teatrale e biografa britannica
- 12 febbraio - Donald Rayfield, storico e critico letterario britannico
- 13 febbraio - Giulio Cesare Casali, allenatore di calcio e ex calciatore sammarinese
- 13 febbraio - Carol Lynley, attrice statunitense († 2019)
- 13 febbraio - Peter Tork, cantautore, polistrumentista e attore statunitense († 2019)
- 13 febbraio - Donald Edward Williams, astronauta statunitense († 2016)
- 14 febbraio - Michael Bloomberg, imprenditore, politico e filantropo statunitense
- 14 febbraio - Wali Jones, ex cestista statunitense
- 14 febbraio - Roberto Mazzanti, allenatore di calcio e calciatore italiano († 2007)
- 14 febbraio - Sergio Méndez, calciatore salvadoregno († 1978)
- 14 febbraio - Dieter Pauly, arbitro di calcio tedesco († 2024)
- 14 febbraio - Andrew Robinson, attore statunitense
- 14 febbraio - Ricardo Rodríguez de la Vega, pilota di Formula 1 messicano († 1962)
- 14 febbraio - Roland Giraud, attore francese
- 15 febbraio - Jacques Caufrier, pallanuotista belga († 2012)
- 15 febbraio - Lamberto Nazzareno Gestri, politico italiano
- 15 febbraio - László Hammerl, tiratore a segno ungherese († 2024)
- 15 febbraio - Sherry Jackson, attrice statunitense
- 15 febbraio - Glyn Johns, tecnico del suono e produttore discografico britannico
- 15 febbraio - Lucia Rizzi, pedagogista e personaggio televisivo italiana
- 16 febbraio - Ken Broderick, hockeista su ghiaccio canadese († 2016)
- 16 febbraio - Benno Patt, ex sciatore alpino norvegese
- 16 febbraio - Sandro Spinsanti, psicologo italiano
- 16 febbraio - Giōrgos Trontzos, ex cestista e allenatore di pallacanestro greco
- 16 febbraio - Richard Williams, allenatore di tennis statunitense
- 17 febbraio - Iolu Abil, politico vanuatuano
- 17 febbraio - Alexandre Baptista, calciatore portoghese († 2024)
- 17 febbraio - Enrico Ferri, politico e magistrato italiano († 2020)
- 17 febbraio - Dieter Laser, attore tedesco († 2020)
- 17 febbraio - Huey Newton, attivista statunitense († 1989)
- 17 febbraio - Paul Polansky, poeta, attivista e scrittore statunitense († 2021)
- 17 febbraio - Augusto Ponzio, filosofo italiano
- 17 febbraio - Marino Rossetti, calciatore italiano († 2018)
- 17 febbraio - Seiji Sakaguchi, ex wrestler e ex judoka giapponese
- 18 febbraio - Maurice Lévy, manager francese
- 18 febbraio - Franco Valier, rugbista a 15 e dirigente sportivo italiano († 2016)
- 19 febbraio - Nelli Čijanova, ex cestista e allenatrice di pallacanestro sovietica
- 19 febbraio - Phil Coulter, compositore, cantautore e produttore discografico irlandese
- 19 febbraio - Paul Krause, ex giocatore di football americano statunitense
- 19 febbraio - Howard Stringer, imprenditore statunitense
- 20 febbraio - Purchi Achvan, drammaturgo, poeta e scrittore russo
- 20 febbraio - Michele Chimenti, politico italiano
- 20 febbraio - Ugo De Siervo, giurista italiano
- 20 febbraio - Phil Esposito, ex hockeista su ghiaccio canadese
- 20 febbraio - Charlie Gillett, musicologo, conduttore radiofonico e produttore discografico britannico († 2010)
- 20 febbraio - Mitch McConnell, politico statunitense
- 20 febbraio - Claude Miller, regista e sceneggiatore francese († 2012)
- 20 febbraio - José Morais Rodrigues, ex calciatore brasiliano
- 20 febbraio - Italo Salice, ex tuffatore italiano
- 20 febbraio - Ignazio Sanna, arcivescovo cattolico e teologo italiano
- 20 febbraio - Alan Spavin, calciatore inglese († 2016)
- 21 febbraio - Vera Valentinovna Alentova, attrice sovietica
- 21 febbraio - Paolo Atzei, arcivescovo cattolico italiano
- 21 febbraio - Dario Cavallito, ex calciatore italiano
- 21 febbraio - Margarethe von Trotta, regista, sceneggiatrice e attrice tedesca
- 21 febbraio - Chris von Wangenheim, fotografo tedesco († 1981)
- 21 febbraio - Oliver Wood, direttore della fotografia britannico († 2023)
- 21 febbraio - Jos Wouters, ex ciclista su strada belga
- 22 febbraio - Tania Béryl, attrice e ballerina tedesca
- 22 febbraio - Bernard Genoud, vescovo cattolico svizzero († 2010)
- 22 febbraio - Christine Keeler, modella e showgirl britannica († 2017)
- 22 febbraio - Vojin Lazarević, allenatore di calcio e ex calciatore jugoslavo
- 22 febbraio - Tadashi Nakamura, karateka giapponese
- 22 febbraio - Luigi Roni, basso italiano († 2020)
- 23 febbraio - Magda Dávid, nuotatrice ungherese
- 23 febbraio - Dioncounda Traoré, politico maliano
- 24 febbraio - Chris Doerk, cantante tedesca
- 24 febbraio - Celia Kaye, attrice statunitense
- 24 febbraio - Joe Lieberman, politico statunitense († 2024)
- 24 febbraio - Mihai Mocanu, allenatore di calcio e calciatore rumeno († 2009)
- 24 febbraio - John Neumeier, danzatore e coreografo statunitense
- 24 febbraio - Jenny O'Hara, attrice statunitense
- 24 febbraio - Bernd Rupp, ex calciatore tedesco
- 24 febbraio - Alan Sealey, calciatore inglese († 1996)
- 24 febbraio - Dieter Speer, ex biatleta tedesco
- 24 febbraio - Gayatri Chakravorty Spivak, filosofa statunitense
- 25 febbraio - Edoardo Colombo, cestista e allenatore di pallacanestro italiano († 2021)
- 25 febbraio - Karen Grassle, attrice statunitense
- 25 febbraio - Betty Heukels, ex nuotatrice olandese
- 25 febbraio - Kim Yeong-il, cestista sudcoreano († 1976)
- 25 febbraio - Valérie Lagrange, attrice e cantante francese
- 25 febbraio - Cincy Powell, cestista statunitense († 2023)
- 25 febbraio - Bojan Radev, ex lottatore bulgaro
- 25 febbraio - Ted Taylor, ex hockeista su ghiaccio canadese
- 26 febbraio - Jozef Adamec, allenatore di calcio e calciatore cecoslovacco († 2018)
- 26 febbraio - Concetta Carestia Lanciaux, dirigente d'azienda italiana
- 26 febbraio - Mario Cresci, fotografo italiano
- 26 febbraio - Wolf Gremm, regista e sceneggiatore tedesco († 2015)
- 26 febbraio - Lucio Strumendo, politico italiano
- 27 febbraio - Mike Bailey, ex calciatore e allenatore di calcio inglese
- 27 febbraio - Enzo Boschi, geofisico italiano († 2018)
- 27 febbraio - Smokey Gaines, cestista e allenatore di pallacanestro statunitense († 2020)
- 27 febbraio - Robert Grubbs, chimico statunitense († 2021)
- 27 febbraio - Maurizio Mattei, arbitro di calcio italiano († 2021)
- 27 febbraio - Franco Mosca, chirurgo e filantropo italiano († 2020)
- 27 febbraio - Petko A. Petkov, compositore di scacchi bulgaro († 2024)
- 27 febbraio - Miguel Ángel Santoro, allenatore di calcio e ex calciatore argentino
- 27 febbraio - Klaus-Dieter Sieloff, calciatore tedesco († 2011)
- 27 febbraio - Hasse Thomsén, pugile svedese († 2004)
- 27 febbraio - Ugo Trivellato, statistico italiano
- 27 febbraio - Blandine Verlet, clavicembalista francese († 2018)
- 28 febbraio - Martin Aigner, matematico austriaco († 2023)
- 28 febbraio - Ántero Flores-Aráoz, politico e avvocato peruviano
- 28 febbraio - Brian Jones, polistrumentista britannico († 1969)
- 28 febbraio - Bruno Melissano, pugile italiano († 1987)
- 28 febbraio - Bernd Röder, ex cestista e allenatore di pallacanestro tedesco
- 28 febbraio - Oliviero Toscani, fotografo italiano († 2025)
- 28 febbraio - Dino Zoff, ex calciatore, allenatore di calcio e dirigente sportivo italiano